# آب‌شیرین‌واران
آب‌شیرین‌واران (نام علمی: Potamoidea) نام یک بالاخانواده از فروراسته خرچنگ است.